# 中国西南航空
中国西南航空（ちゅうごく-せいなん-こうくう）は中華人民共和国で1987年から2002年まで中華人民共和国で運航されていた航空会社である。

## コードデーター
- IATA航空会社コード：SZ
- ICAO航空会社コード：CXN
- コールサイン：CHINA SOUTHWEST

　このコードは現在使われていない。

## 概要
- 中華人民共和国の航空当局の民営化政策により、民営化航空会社の第1号として中国民用航空総局（CAAC）の成都管理局を引き継いで誕生。
- 中華人民共和国政府による旧民航系の航空会社の集約政策により、2003年に中国航空総公司とともに中国国際航空へ併合され、中国国際航空西南分公司となった。
- 英文名称から中国南西航空と呼ばれることもあるが、正しくは中国西南航空である。
- 機内誌の「西南航空」は現在でも中国国際航空の西南・重慶・貴州・チベットの各分公司発行の機内誌の題名として、かつての鷹のロゴとともに残されている。

## 沿革

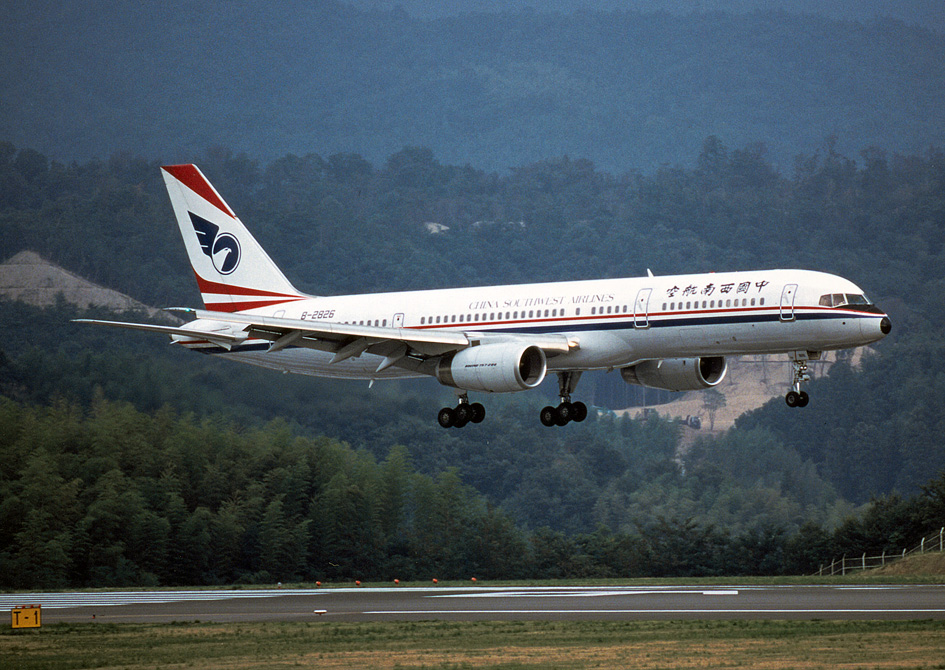
中国西南航空 ボーイング757-200（1994年、高松空港）

- 1987年10月15日　成都双流国際空港をメインハブ空港とした中国西南航空が誕生する。
- 1988年1月18日　北京発重慶行きSZ4146便（イリューシンIl-18D）が重慶近郊の農園に墜落し、乗員乗客108名全員が死亡した（中国西南航空4146便墜落事故）。死亡者の中には日本人乗客3名が含まれていた。
- 1992年秋　日中航空協定（日本国と中華人民共和国との間の航空運送協定）により、名古屋への乗り入れが認可される。
- 1998年3月　日本線初の定期便である重慶-名古屋線が就航する。
- 1999年2月24日　成都発温州行きSZ4509便ツポレフTu-154Mが、着陸進入中に浙江省温州市瑞安県級市に墜落した。乗員乗客計61名全員が死亡した（中国西南航空4509便墜落事故）。
- 2002年2月5日　中国国際航空への合併が発表される。
- 2002年4月21日　重慶-名古屋線を増便する（週3便）。
- 2002年4月26日　成都-東京（成田）線（週4便）、重慶-東京（成田）線（週3便）が就航する。
- 2002年7月18日 成都-大阪（関西）線（週2便）が就航する。
- 2002年10月28日　中国国際航空に併合され、中国国際航空西南公司となる。

## 就航路線
- 中国国内 - 156路線
  - 特別行政区 - 1都市1路線
- 国際線 - 4都市4路線